# Arrano Beltza

Bandera con el Arrano Beltza sobre fondo amarillo, una de sus representaciones más populares

Arrano Beltza en solitario

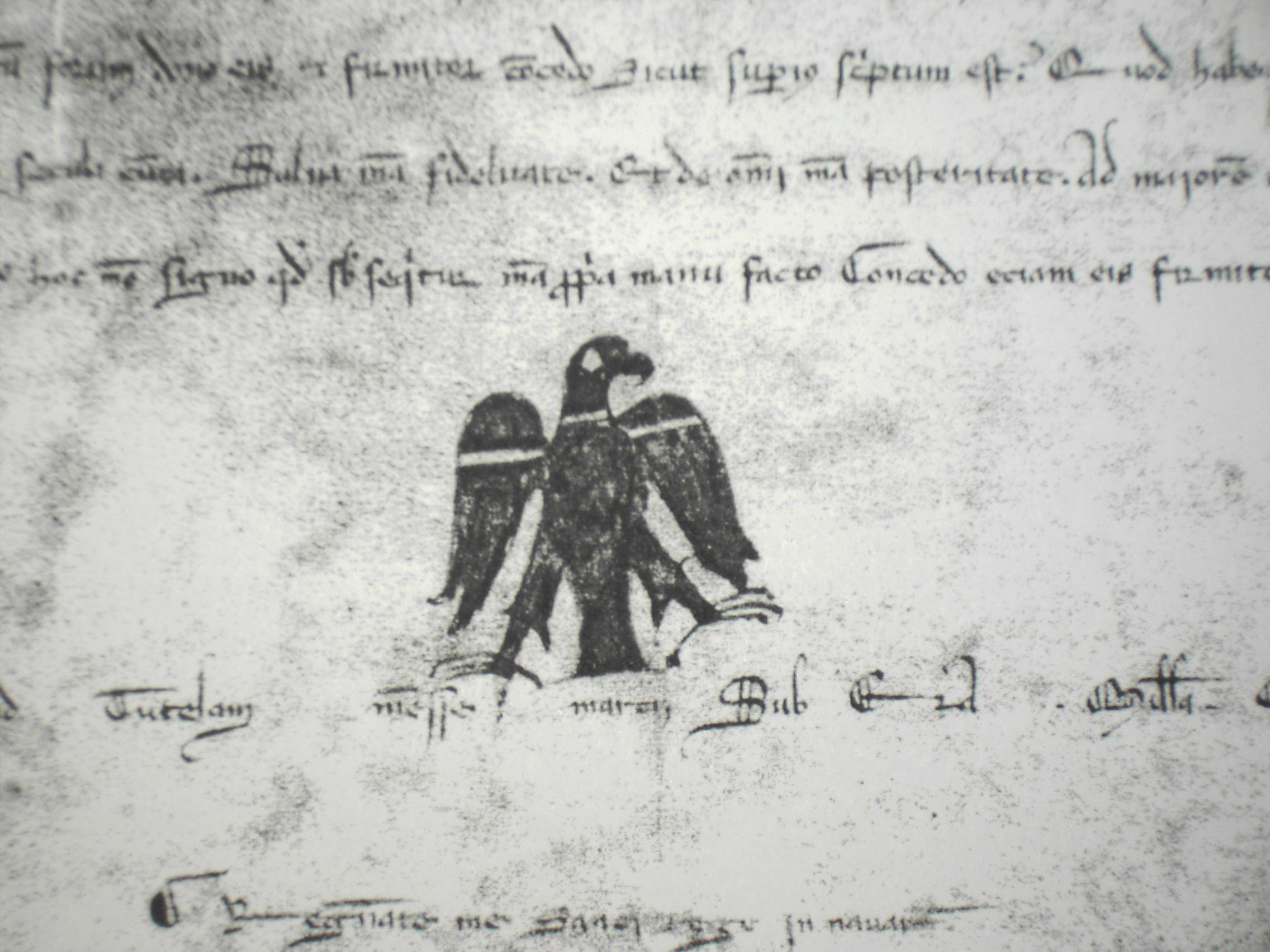
Sello de Sancho VII de Navarra

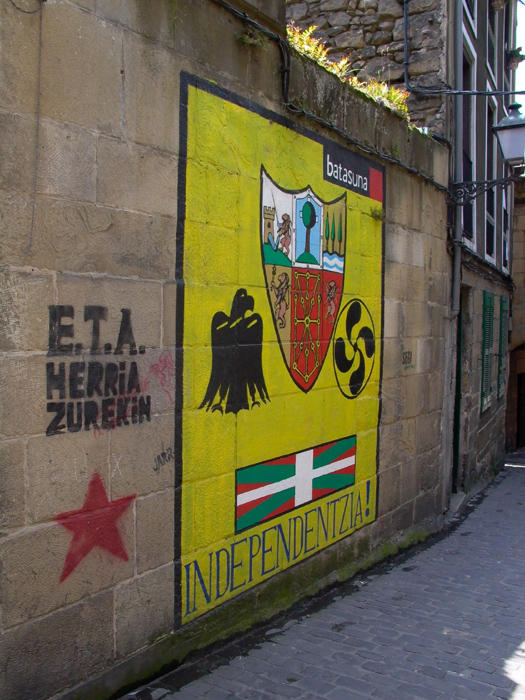
Diferentes símbolos en un mural de Batasuna, en una calle de Pasajes (Guipúzcoa), en 2003. Junto con el arrano, en fondo amarillo, un lauburu, el escudo heráldico de los «siete territorios» o Zazpiak Bat y la ikurriña

Arrano Beltza es una expresión en euskera que, aunque traducido literalmente al español es «águila negra», designa en aquella lengua al águila real. Es la denominación popular de un emblema utilizado por sectores nacionalistas, tanto españolistas como vasquistas de la izquierda abertzale, que lo emplean como símbolo alternativo o reivindicativo, atribuyéndole la representación del antiguo reino de Navarra.
El emblema aparece reproducido con frecuencia en forma de águila estilizada según el estilo gráfico gótico, a imagen de algunos sellos históricos conservados de principios del siglo XIII, coloreándose de negro sobre fondo amarillo, tanto en banderas como composiciones heráldicas. Otros grupos de diferente ideología minoritaria emplean el arrano como soporte heráldico acompañando a las armas de Navarra, o bien como figura sola, sobre fondo rojo.

## Origen: emblemas de Sancho VII el Fuerte
Las evidencias sigilográficas de sellos empleados por los reyes de Navarra, de las cuales las más antiguas conservadas datan de mediados del siglo XII, demuestran que el águila fue usada únicamente durante el reinado de Sancho VII,
quien lo introdujo tras su proclamación en 1194 en el diseño de las figuras ecuestres y armas decorativas de las matrices de sus sellos personales. Estos sellos sustituyeron a los usados por su antecesor Sancho VI, de los cuales se conserva solamente el dibujo de una impronta en un documento de 1157 y de cuyo estudio se concluye que utilizaba exclusivamente una figura ecuestre sin emblemas heráldicos. En el contexto emblemático de principios del siglo XIII, el empleo de una figura gráfica adquirió una función simbólica de representación de linaje, como evidencia también la composición del último sello conocido de Sancho VII datado en 1225, donde el águila aparece junto con el león, emblema de su abuelo Alfonso VII de León. Otras composiciones donde queda manifiesto el carácter familiar del emblema se encuentran en diversas labras decorativas de varios sepulcros del Monasterio de las Huelgas en Burgos.

Blasón de la comuna francesa de L'Aigle, que toma las armas de la casa de l'Aigle. Según Faustino Menéndez Pidal, Sancho el Fuerte adoptó el emblema de este linaje al que perteneció su abuela, Margarita de l'Aigle.

Para Menéndez Pidal de Navascués, el origen se encuentra en el emblema parlante linaje de la nobleza normanda de los "de l'Aigle", al que pertenecía la abuela de Sancho VII, Margarita de l'Aigle.
En cambio, desde el punto de vista de sectores abertzales, el emblema es atribuido al linaje de los Ximeno, considerado como genuinamente vascón.
El sucesor de Sancho VII, Teobaldo I de Navarra, de linaje distinto, adoptó en cambio para su primer sello las formas primitivas de Sancho VI, cuyas armas empezaron a ser difundidas pintadas en forma de escudo defensivo con el blocado característico de refuerzo. El dibujo de este blocado fue evolucionando hasta adquirir un significado emblemático y adoptar la forma de las celebradas «cadenas de Navarra», protagonista de una difundida leyenda sobre la batalla de las Navas de Tolosa, y figura que ha prevalecido como símbolo representativo del reino desde el siglo XVI.
A finales del siglo XIX, con el auge cultural del movimiento renacentista vasco fue creada una composición heráldica para representar el concepto de Zazpiak Bat, que consistía en la reunión de diferentes blasones atribuidos a los siete diferentes territorios que conformarían Euskal Herria, incluyendo por tanto las armas tradicionales de Navarra. Una creación más elaborada de esta heráldica apareció ulteriormente el 25 de noviembre de 1931 en el diario Euzkadi en un diseño obra de Amantzi Urriolabeitia, en el que se incluían ornamentos exteriores. Estas representaciones del blasón Zazpiak Bat sirvió de base en 1936 para la aprobación del primer escudo representativo del Gobierno del País Vasco, que más tarde, en 1981, fue recuperado para representar oficialmente a la comunidad autónoma del País Vasco, lo que llevó a un contencioso entre los Gobiernos de País Vasco y de Navarra. La polémica fue resuelta entonces por sentencia del Tribunal Supremo, quien reconoció el uso exclusivo oficial del blasón tradicional navarro para las instituciones de su propio territorio.

## Uso como símbolo alternativo

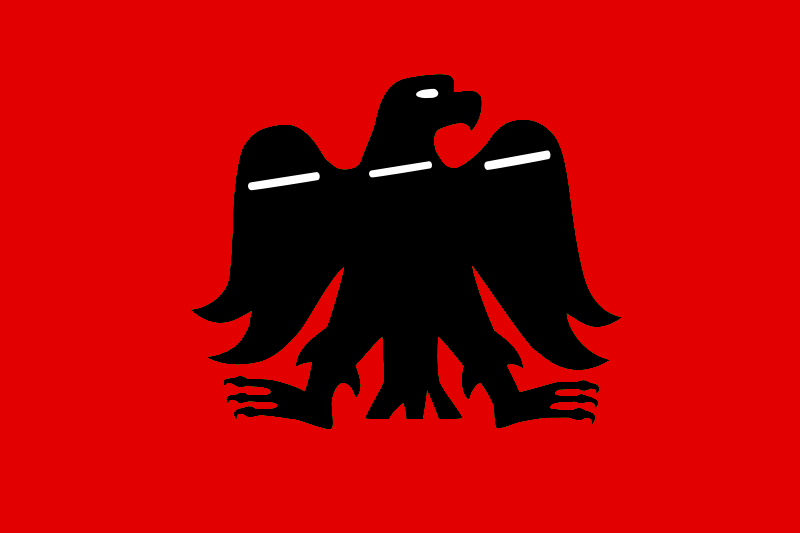
Bandera alternativa con el Arrano Beltza sobre fondo rojo, aludiendo al color representativo del reino de Navarra

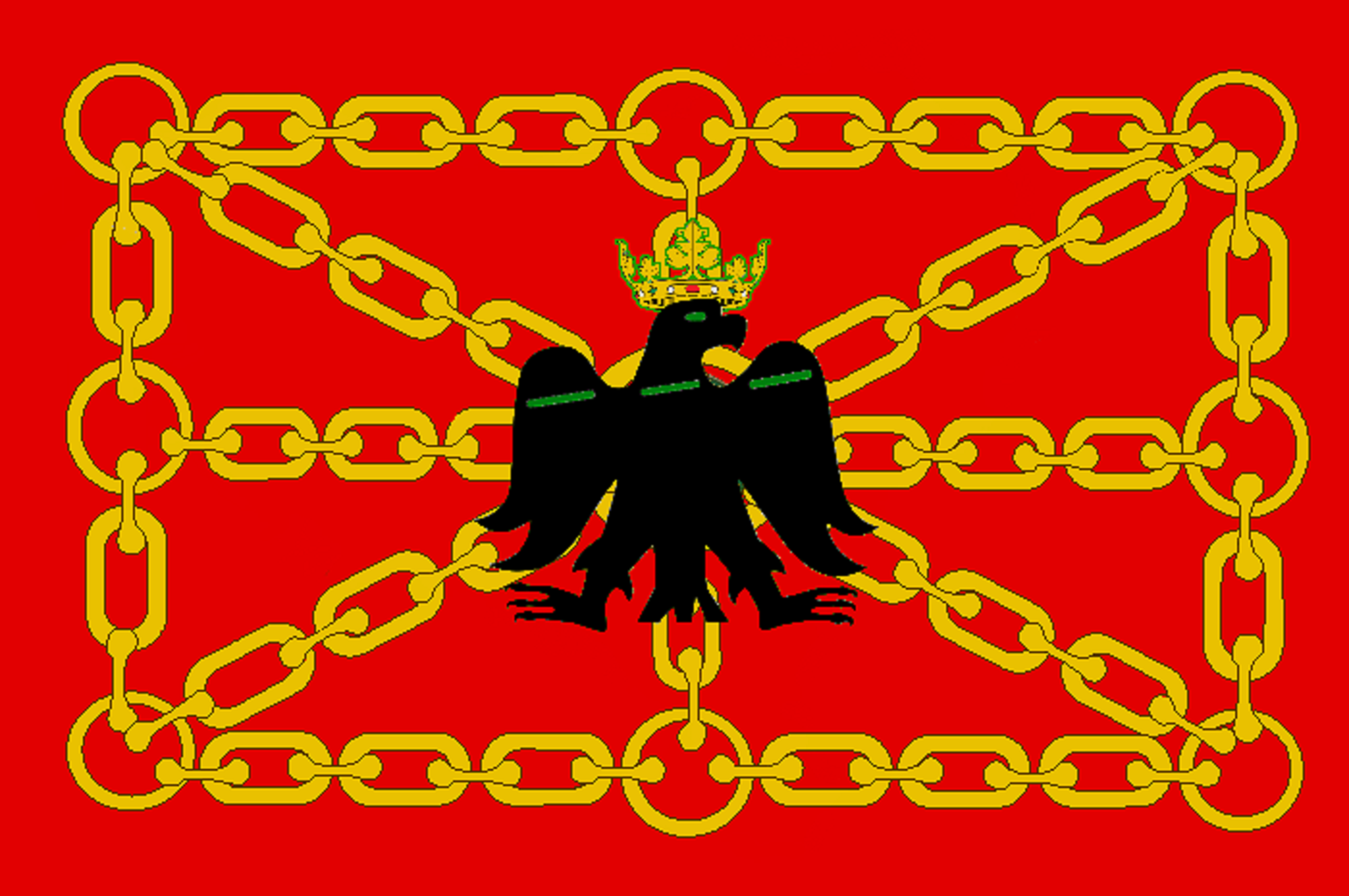
Bandera nacionalista y monárquica de Navarra, con el Arrano Beltza en el centro

Sectores de la denominada ideología abertzale han difundido el uso del Arrano Beltza como símbolo alternativo de Navarra. Desde este punto de vista, Patxi Zabaleta considera que el emblema representa el supuesto sello familiar de la dinastía Ximena y atribuye su uso desde tiempos de Íñigo Arista, primer rey de Pamplona, obviando que los emblemas heráldicos no empezaron a utilizarse hasta el siglo XII:

el arrano beltza es el emblema de los reyes navarros desde Iñigo Arista hasta Sancho VII el Fuerte. Por lo tanto, de los ocho siglos que pervivió el reino como tal, contando los setenta años en los que fue un reino independiente en Iparralde, durante cuatro fue el símbolo de Navarra
Patxi Zabaleta, citado por Pello Guerra en 7k del diario GARA

Por otro lado sectores de la ultraderecha española han usado el símbolo como emblema de la unidad de España representada por el reinado del rey Sancho III el Mayor que a su muerte gobernaba desde León hasta Ribagorza y que fue designado en una carta como Rex Ibericus por el Abad Oliva y Sancio rege Navarriae Hispaniarum por el cronista galo Rodolfus Glaber.

## En la cultura popular
Arrano beltza es el título de uno los poemas del autor J. A. Artze, que fue musicado por el cantautor vasco Mikel Laboa, posteriormente versionada por la banda de rock Negu Gorriak. En uno de sus fragmentos, evoca la tradicional leyenda asociada al origen del escudo de las "cadenas de Navarra":
| Arrano beltzarekin joan ziren joan joan Jaengo Navas de Tolosara Nafarrak eta kate kateekin itzuli etxera. | Fueron con el águila negra fueron, fueron a las Navas de Tolosa de Jaén los navarros y volvieron a casa con cadenas, cadenas. |

El símbolo es también usado por Paradox Interactive en el Videojuego Hearts of Iron IV, apareciendo en la versión comunista de la bandera del País Vasco.